# 宗像神社 (京都市)

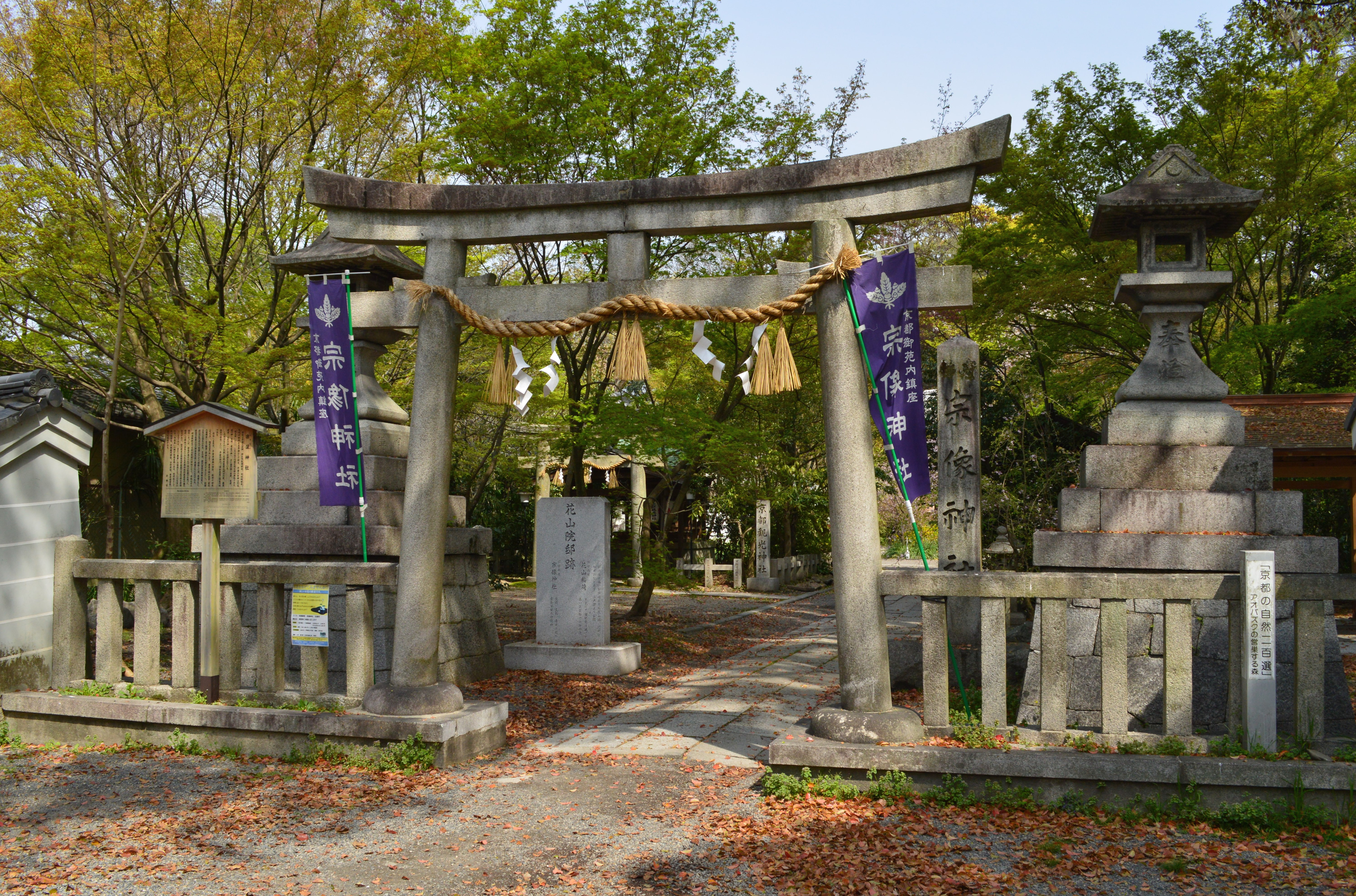
鳥居

宗像神社（むなかたじんじゃ）は、京都府京都市上京区の京都御苑内にある神社。国史見在社で、旧社格は府社。

## 祭神
宗像三女神（多紀理比売命、多岐都比売命、市寸島比売命を主祭神に、倉稲魂神と天岩戸開神の2柱を配祀する。
主祭神は『日本三代実録』に、筑前国の宗像神社（現宗像大社）と鎮座地を異にするが「同神」であると記されたり、「同神別社」であると記されている。配祀神の天岩戸開神も国史見在社（天石戸開神）を合祀したもので、『花山院家記』（『山城名勝志』所引）には合祀前の状況を「天石戸開神。大石也。霊有り」と伝えており、また倉稲魂神は藤原時平によって合祀されたと伝える。
現在、御苑内の西南（裏鬼門）にあたる位置に鎮座するため、方除けの信仰を集めている。

## 由緒
社伝によれば、延暦14年（795年）、藤原冬嗣が桓武天皇の勅命を蒙り、皇居鎮護の神として筑前宗像神を勧請し、自邸である東京第（東京一条第ともいう）の西南隅に祀ったものと伝えるが、当神社の鎮座由来を記す最古のものとしては源師房による『土右記』が挙げられる。東京第は冬嗣の没後、東の花山院と西の小一条第に分けられたが、同書には当時の小一条第第主師成の語った以下の話を載せている。
小一条第は藤原内麻呂が息子の冬嗣に買い与えた邸宅であるが、その理由は、冬嗣がまだ内舎人であった頃、参内の途中で虚空から宗像大神が呼びかけ、父に頼んで小一条第を買ってもらい、そこに居住して傍らに宗像大神を祀れば、子々孫々にわたって守護しようとの神託があったためである。
また、邸内の東北隅には天石戸開神も祀られていたようであるが、その由緒は不明である。
東京第は嘉祥3年（850年）に清和天皇（生母は冬嗣の孫の明子）が誕生した場所で、その縁から同天皇の産神・産土神と崇められたようで、宗像3神には即位の翌年である貞観元年（859年）に正二位が授けられており（その後従一位に昇進）、同7年（865年）には同じく邸内社であった天石戸開神にも従三位が授けられ、同年4月17日には特に楯・桙・鞍を奉納するほどであったが、『延喜式神名帳』には登載されずに終わった。その後、藤原時平の代に倉稲魂神を合祀し、更に天承元年（1131年）に藤原師実から子家忠が花山院（小一条第も花山天皇の皇居とされて以来「花山院」と呼ばれるようになっていた）を伝領して花山院家を開くと、天石戸開神をも合祀して同家の守護神とするようになり、建治元年（1275年）になって初めて官社に列したという。
応仁の大乱の兵災に罹り焼亡したが、その後再建され、周辺一帯の公家町化の過程で、花山院家が転宅した後も鎮座地を変えず、明治天皇の東京奠都によって御苑内鎮座となり、明治8年（1875年）に府社に列した。第二次大戦後は神社本庁に属している。

### 神階
宗像神社3座は貞観元年2月30日には従二位勲八等と見え、同日正二位へ昇り、同6年(864年)10月11日に更に1階進んで従一位が授けられ（以上『三代実録』）、建治元年には四度官幣（祈年・月次・新嘗4祭の頒幣）に預かることが定められた（『諸神記』）。なお、『大鏡』や『帝王編年記』には、冬嗣の子である良房は常に宗像神と会話をしていたが、良房より位が低いことを恐縮する宗像神の為に、神位を上げるように取りはからった、との説話を伝えている。
天石戸開神は貞観7年3月21日に无位から従三位に昇った（『三代実録』）。

## 祭祀
花山院家が花山院を伝領して以来明治に至るまで、同家の者が別当として奉祀してきた。

## 社殿
本殿は一間社流造檜皮葺。江戸時代の安政年間（19世紀中頃）に再建されたもの。

## 境内社
- 繁栄稲荷社 - 命婦（みょうぶ）稲荷神を祀る。『花山院家記』には良房の猶子基経が守護神として祀ったものと記すが、上掲『土右記』には師成の話の続きとして、「昭宣公（基経）の身分がまだ低かった時分、数人の童に捕まり杖で打たれている狐を見かけたので、それを乞い受けて解放すると、夢中にその狐が現れて、住む場所を賜れば火難などの災害を除く力になると誓ったので、現鎮座地をあてがって宗像神の眷属とした」と載せている。社殿は一間社流造檜皮葺。
- 少将井社 - 櫛稲田姫神を祀る。かつて中京区の少将井・少将井御旅両町の間にあった八坂神社の御旅所を遷祀したものという。その縁から、現在も祇園祭の後祭である7月24日には八坂神社から神職が参向し、神饌を供進、祇園祭斎行の報告をする。社殿は流見世棚造檜皮葺。
- 金刀比羅宮 - 大物主神と崇徳天皇を祀る。讃岐丸亀藩主京極高中が、文化3年(1806年)10月10日に、金刀比羅宮を勧請したもの。社殿は春日造檜皮葺。
- 花山稲荷社 - 境内の南にある楠の大木の下に鎮座し、倉稲魂神を祀る。花山院家の守護神として祀られたものという。社殿は一間社流造檜皮葺。因みに楠は樹齢600年ともいわれ（平成22年（2010年）時点）、御苑内では最長老の楠であるという。
- 京都観光神社 - 猿田彦大神を祀る。昭和44年（1969年）11月1日、観光業者の発案で観光客の安全息災と業界の発展を祈念して、道案内の神として勧請創祀したもの。社殿は一間社流造銅板葺。

## 境内
- 元左近の桜 - 昭和11年（1936年）に京都御所紫宸殿前に樹つ左近の桜を植え替えた際に移植された。